# Lidová olympiáda
Lidová olympiáda (katalánsky Olimpíada Popular, španělsky Olimpiada Popular) je název neuskutečněné sportovní akce, která měla proběhnout v Barceloně v roce 1936. Tu mělo v úmyslu zorganizovat republikánské Španělsko ve spolupráci s levicovými organizacemi celého světa (např. Jack London Club v ČSR) na protest proti oficiálním letním olympijským hrám, které pořádalo nacistické Německo. Přihlášku podalo okolo šesti tisíc sportovců, přičemž Československo mělo patřit k početnějším delegacím. Pořádání protestních her ale zabránilo vyvolání občanské války generálem Francem. Řádné olympijské hry se v Barceloně uskutečnily v roce 1992.